# Système Semantic

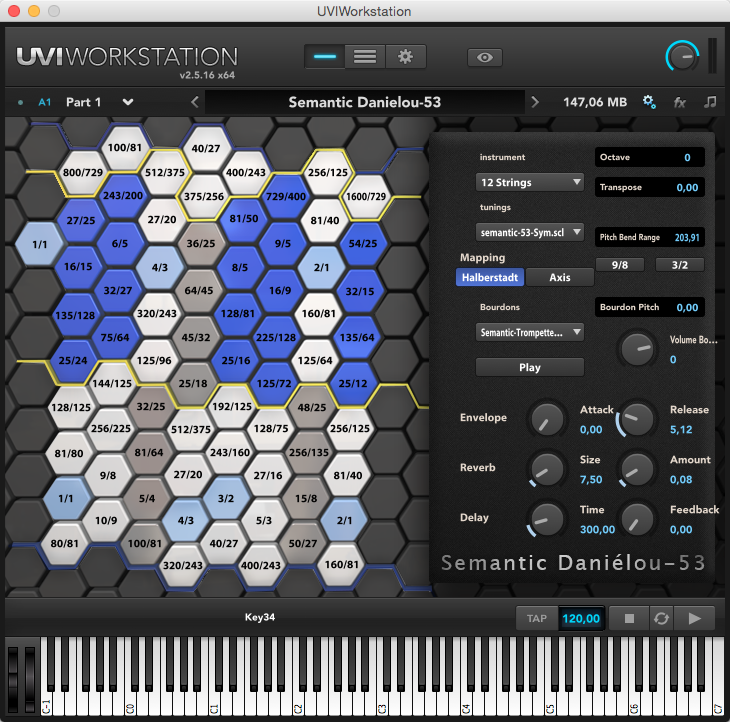
Semantic Daniélou-53

Le Système Semantic est une échelle microtonale accordée en intonation juste élaborée par Alain Daniélou.
Pour Alain Daniélou, les subtilités des intervalles des musiques de tradition orale ne peuvent être rendues par le système tempéré égal à 12 notes par octave qui prévaut dans le monde occidental depuis environ deux siècles. Pour rappel, cette échelle « artificielle » représente un compromis destiné à limiter le nombre de notes des instruments et réduit les possibilités d’expression du compositeur et du musicien.
À l'issue d’années de recherches, d’expériences menées sur la musique modale indienne, Alain Daniélou publie la Sémantique Musicale : un ouvrage qui propose une échelle microtonale à intonation juste parmi les plus élaborées.
Selon lui, l’oreille humaine identifierait et classifierait les hauteurs en s’appuyant sur des rapports de fréquence binaires, ternaires et quinternaires. Cette hypothèse aboutit à une division inégale de l’octave en 53 notes, ayant leurs rapports de fréquences uniquement composés de produits des puissances des nombres premiers 2, 3, et 5.

## La théorie fondatrice

### Alain Daniélou, ethnomusicologue
Ethnomusicologue, Alain Daniélou, après avoir travaillé le chant avec Charles Panzéra et la composition avec Max d'Ollone, se fixe en Inde. Il se consacre à l'étude de la musique et de la religion hindoues. À l’issue d’une longue coopération avec l’université de Santiniketan au Bengale, Tagore lui propose la responsabilité du département de musique chargé de la diffusion des chansons du poète. Il s’installe en 1935 à Bénarès, où il est nommé directeur du département de musicologie de l'Université hindoue de Bénarès en 1949, puis, de 1954 à 1956, dirige la Bibliothèque et centre de recherche d'Adyar, à Madras. Membre de l’Institut français de Pondichéry de 1957 à 1958, de l’École française d’Extrême-Orient en 1959 et du Conseil international de musique à l’Unesco en 1960, Alain Daniélou, fonde en 1963 l’Institut international d'études comparatives de la musique à Berlin, puis en 1969, celui de Venise, qu'il dirigera tous deux.
Parallèlement, en 1961, il crée la Collection Unesco de musique traditionnelle du monde dont il sera responsable vingt ans durant.
À l’instar de personnalités comme le violoniste Yehudi Menuhin ou le sitariste Ravi Shankar, dont il était proche,, son action sera décisive dans la reconnaissance de la musique classique de l'Inde, non comme du folklore où elle était jusque-là cantonnée, mais comme un grand art savant au même titre que la musique occidentale.

### Les ouvrages de référence
En 1926, âgé de 19 ans, Alain Daniélou reçoit une bourse pour un voyage d’étude de la musique arabe en Algérie. C'est alors qu'il prend conscience des limites, et en un certain sens de l’aberration qu’est la division de l'octave en 12 demi-tons égaux, conception qui bien entendu ne permet pas d’interpréter la musique arabe ni la plupart des musiques autres qu’occidentales. Il reprend le flambeau après d’illustres prédécesseurs : Zarlino, Werckmeister, Mercator, Holder, Helmholtz. Sa découverte de la musique indienne quelques années plus tard le confortera dans cette voie.
On lui doit un certain nombre d'ouvrages de référence sur le sujet, dont Tableau comparatif des intervalles musicaux, 'Traité de musicologie comparée, Origines et pouvoirs de la musique, mais aussi et surtout La sémantique musicale.

Il y écrit : 

« Le cerveau classe immédiatement les facteurs 2, 3 et 5, et certains de leurs multiples ou produits même assez élevés, mais il cesse de fonctionner lorsqu’on nourrit son mécanisme avec des nombres premiers supérieurs à 5. »

 

À chaque intervalle de la gamme, que l’on pourrait donc qualifier de  naturelle (puisque basée sur des rapports de nombres entiers), sont liés des sentiments. En d’autres termes, ces intervalles provoquent chez l’homme des réactions émotionnelles bien précises et apparemment universelles. Toujours d’après Alain Daniélou : 

« La théorie hindoue des shruti-s, ou intervalles, et des classes de shruti-s, ou jati-s, attribue à chacun des intervalles un contenu expressif défini et classe les intervalles par catégories qui sont aisément explicables et seulement explicables par la nature des rapports numériques des cycles 2-3-5. »

D’autre part, plus les rapports fractionnaires des intervalles sont simples (c’est-à-dire moins ils font intervenir de multiples et de produits des chiffres 2, 3 et 5), plus la « charge émotionnelle » que véhiculent ces intervalles est forte.
Les travaux d'Alain Daniélou influenceront de nombreux compositeurs, comme Lou Harrison, mais aussi musicologues, comme le canadien Mieczyslaw Kolinski.

« En 1991, le festival de musique de Cervo me décerna un prix "en reconnaissance de son oeuvre dans les domaines des l'ethnomusicologie, de la philosophie, de la psychologie, de la psycho-acoustique, de la cybernétique, offrant de nouvelles impulsions fondamentales à la musique de la seconde moitié du XXe siècle." »

— Alain Daniélou, Le chemin du Labyrinthe, Éditions L'Âge d'Homme, p337

## Le système Semantic
Depuis seulement deux siècles, les musiciens occidentaux font usage d'intervalles musicaux imparfaits : ceux du tempérament égal à 12  notes par octave. S’ils ont été utilisés pour la composition de très nombreuses musiques, ces intervalles ne sont qu’un compromis mathématique qui a permis la réalisation d’une catégorie d’instruments acoustiques, puis électroniques, sans pour autant prendre en compte la finesse de notre système de perception.
En effet, de nombreuses études montrent que celui-ci non seulement est doté d’une bien plus grande capacité d’analyse que celle requise par la simple reconnaissance de douze intervalles tempérés, mais intègre aussi quantités de paramètres psycho-sensoriels, reliant notamment timbres et intonations.
Historiquement, le philosophe mathématicien Leibniz avait émis au XVIIe siècle la théorie du « calcul inconscient » selon laquelle la musique est définie « comme le plaisir de l’âme qui compte et qui ne sait pas qu’elle compte ».
Le pythagoricien Jean-Philippe Rameau allait dans le même sens quand il liait la perception des intervalles musicaux aux mathématiques et que, selon lui, la mélodie découle de l’harmonie et qu’en celle-ci « se donnent à entendre les rapports numériques inscrits dans l’univers ».
Plus récemment, de nombreux compositeurs comme Harry Partch, Lou Harrison, Terry Riley, La Monte Young, Ben Johnston, Wendy Carlos, David B. Doty, Robert Rich font appel à des échelles microtonales diverses, renouant avec les musiques traditionnelles du monde ou créant de nouveaux tempéraments ou échelles d’intonation juste.
Dans une démarche similaire à celles de Leibniz et Rameau, Alain Daniélou s’est profondément investi dans l’étude des  intervalles musicaux après avoir étudié la musique indienne et ses subtilités une bonne partie de sa vie. Il a élaboré une échelle musicale de 53 notes, uniquement construite à partir de rapports des nombres 2, 3 et 5, théorie qui, selon Fritz Winckel, « permet aux rapports musicaux d’apparaître dans une lumière nouvelle ».

### La limite harmonique 5
Caractéristique du système Semantic, la limite harmonique 5 est le fait de n’utiliser dans les nombres entiers constituant ses rapports que des produits des nombres premiers jusqu’à 5, donc utilisant les seuls facteurs 2, 3 et 5 conformément aux hypothèses avancées par Alain Daniélou sur nos perceptions des intervalles musicaux.
Pour autant, grâce à de remarquables micro-coïncidences, l’harmonique 7 (14 occurrences de cet intervalle dans l’échelle S-53) et les harmoniques 17 et 19, pour ne citer que celles-ci, présentes naturellement de différentes façons et notamment au sein des shrutis indiens, font, de fait, également partie du système Semantic.

### Les 22 shrutis indiens
Ils sont le canevas des intervalles nécessaires à l’expression de tous les modes indiens (ou râgas), qu’ils soient du Nord ou du Sud ; on exprime communément leurs rapports de fréquences  sous forme de fractions de limite 5, c'est-à-dire. n’utilisant que les facteurs 2, 3 et 5. Le système d’intonation du Semantic Daniélou-53 réalise une extension des 22 shrutis indiens, qu’il contient en totalité.

### Le comma syntonique
Encore appelé pramana shruti, le comma syntonique est le plus petit intervalle séparant les shrutis indiens. Son ratio est de 81/80 et on en dénombre 10 dans l’échelle des 22 shrutis. Le comma, qui a été dissout dans les différents tempéraments occidentaux historiques et l’actuel tempérament égal, est particulièrement essentiel en musique indienne comme en toute intonation juste, car il exprime pour chaque degré chromatique les subtiles polarités émotionnelles des harmoniques 3 et 5.
Il s'agit de commas plus larges d’environ un tiers de comma, au nombre de douze, que l’on trouve aux frontières entre les différentes notes chromatiques de l’échelle Semantic-53. En limite 5 leur rapport, complexe, est 20 000 / 19 683, ou 3 125 / 3 072 ; en limite 7, il se résume plus simplement au comma septimal 64/63.

### Les quarts de tons
Dans le langage commun, ce sont des notes  situées en différents milieux des demi-tons, trouvées essentiellement dans les musiques arabes, grecques et d’Europe de l’Est, turques, persanes, ainsi qu’en Afrique et en Asie. Ils furent également utilisés de manière tempérée par certains compositeurs européens de musiques microtonales du siècle dernier.
Dans les musiques traditionnelles, les quarts de tons sont surtout issus de divisions plus ou moins égales des tierces mineures, des quartes ou des quintes, et très peu, en fait, des demi-tons eux-mêmes. Contrairement à ce qui fut souvent écrit, il n’y a pas de quarts de tons parmi les shrutis indiens ; leur extension à l’échelle Semantic en revanche contient de très nombreux quarts de tons, résultant entre autres du produit d’un comma et d’une disjonction, soit 7 kleismas. Les disjonctions étant au nombre de 12, elle en compte donc 24 de ce type, dont les rapports les plus courants sont 250/243 en limite 5, ou 36/35 en limite 7.

### Le schisma
Le schisma de limite 5 (de rapport 32 805 / 32 768) est une micro-coïncidence d’environ un onzième de comma (1,95372 cent) trouvée par exemple entre différentes versions du premier shruti (le limma, ou demi-ton chromatique) de certains ragas du soir et du matin : il est clair par exemple que dans le raga Todi (du matin) les chemins pour arriver à cette seconde mineure désignent 256/243, alors que dans le contexte harmonique du raga Marva (du soleil couchant) ils désignent 135/128. Alors que dans Todi il s’agit d’une harmonie extrêmement mineure, dans Marva elle résulte d’une harmonie extrêmement majeure, cependant leur différence de hauteur est, en pratique musicale courante, négligeable.
Deux notes  différent d’un schisma sont considérés comme un seul et même shruti par les Indiens, et sont émises pareillement par une même touche dans toutes les versions du Semantic.
De ce fait, en limite 5, beaucoup de notes  du Semantic voient leur ratio indéterminé entre deux expressions différentes. Aussi dans la composition présente des intervalles, une analyse approfondie du système Semantic a permis de préciser ses options de moindre déviation de telle sorte que pour chacune de ses notes  soit retenu le plus cohérent des ratios avec l’ensemble du système.

### Les kleismas du système Semantic
Bien que jamais trouvé entre deux notes  successives de l’échelle S-53, le kleisma (en) est cependant une coïncidence omniprésente dans le système Semantic, d’environ un tiers de comma. C’est la différence naturelle entre la dernière note d’une série de 6 tierces mineures 6/5 et la 3e harmonique de la note de départ (soit une quinte au-dessus de l’octave). Son rapport en limite harmonique 5 est donc de 15 625/15 552.
Il existe cependant plusieurs rapports plus simples pour différents kleismas proches d’un tiers de comma, qui s’avèrent être plus pertinents pour diviser le comma syntonique 81/80 en trois intervalles, comme le kleisma septimal (en) 225/224, ou le kleisma de limite harmonique 17, 256/255. Une division harmonique relativement simple du comma syntonique pourra être par exemple 16 000 : 16 065 : 16 128 : 16 200, qui cumule trois différents kleismas : 3 213/3 200 ; 256/255 ; 225/224.
Dans l’échelle Semantic à 53 notes, le kleisma est en pratique la différence entre une disjonction et un comma et on retrouvera invariablement une différence d’un kleisma entre deux intervalles composés d’un même nombre total de commas + disjonctions, mais différent, selon leur position dans l’échelle, par leur nombre de disjonctions.
Du fait d’une répartition commas / disjonctions parfaitement équilibrée, pour une même somme de commas + disjonctions, tout intervalle de l’échelle Semantic-53 ne connaît qu’une seule variation kleismique possible : la table des intervalles de l’échelle Semantic-53 indique l’alternative kleismique de chacun de ses intervalles, avec leurs ratios en limite 5 et en limite 7.
Au total 41 commas (de 3 kleismas) + 12 disjonctions (de 4 kleismas) séparent les 53 notes de l’échelle Semantic, pour générer entre elles 105 intervalles par octave (hors leurs variations schismiques), s’intégrant dans une structure globale se résumant à 171 kleismas par octave. En les approchant par des nombres entiers de kleismas, le 171e d’octave est de ce fait la plus simple des unités logarithmiques permettant de mesurer les intervalles du système Semantic.
Les notes de l’échelle Semantic étant générées par une suite de quintes (ou inversement par une suite de quartes), il suffit de multiplier la valeur en kleismas de la quarte ou la quinte par des nombres entiers pour connaître la valeur en kleismas de tous les intervalles du système.
Une quinte pure (3/2) vaut 100 kleismas et son complément octaviel une quarte pure (4/3) en vaut 71.
Ainsi, par exemple, deux quintes dépasseront l’octave d’un ton majeur (9/8), lequel vaut donc 2 x 100 kleismas moins une octave (171 kleismas), soit 29 kleismas ;
Inversement, 16/9, qui est le produit de deux quartes, vaut 2 x 71 = 142 kleismas.
La tierce majeure (facteur 5), dans le tempérament schismatique qui caractérise le système Semantic, est équivalente à une suite de 8 quartes : 8 x 71 – 3 x 171 (3 octaves) = 55 kleismas.
Une sixte majeure pure (5/3) peut être obtenue en cumulant une quarte et une tierce majeure, soit 71 + 55 = 126 kleismas, etc.
Valeurs des shrutis indiens :
- un comma syntonique (81/80) = 3 kleismas ;
- un lagu (25/24) = 10 kleismas ;
- un limma (256/243 ou 135/128) = 13 kleismas.

Au total 10 commas + 5 lagus + 7 limmas = 30 + 50 + 91 = 171 kleismas.

### Les 53 commas
Après un premier cycle de 12 notes généré par une suite de 12 quartes (ou symétriquement de 12 quintes), une suite de 53 quartes (ou quintes) est le cycle suivant le plus remarquable produisant une division de l’octave se résumant à seulement 2 largeurs semblables d’intervalles réparties de manière optimalement équilibrée (= 7 limmas et 5 apotomes avec 12 notes, 41 commas et 12 disjonctions avec 53 notes).
Pour autant que les dimensions des commas et des disjonctions soient proches, comme l’a signalé Alain Daniélou ces deux types de commas ne sauraient être confondus, et le système Semantic ne peut donc être assimilé à un tempérament à 53 intervalles égaux, dont les tierces et sixtes entre autres sont forcément légèrement approximatives (1,4 cent d'écart).
Dans le clavier écran à touches hexagonales du Semantic Daniélou-53, les lignes jaunes indiquent le positionnement des disjonctions parmi les commas : traverser cette ligne jaune signifie faire un saut d’une disjonction (de 4 kleismas) au lieu d’un comma (de 3 kleismas).

### L'échelle du Système Semantic
| Numéro | Note | Ratio   | Cents    | Nom                                   |
| ------ | ---- | ------- | -------- | ------------------------------------- |
| 0      | C    | 1/1     | 0        | Unison                                |
| 1      | C+   | 81/80   | 21,506   | Pramana shruti, comma syntonique      |
| 2      | C++  | 128/125 | 41,059   | Dièsis, petit quart de ton            |
| 3      | Db-  | 25/24   | 70,672   | Lagu de limite 5                      |
| 4      | Db   | 135/128 | 92,179   | Limma majeur, 1er shruti              |
| 5      | Db+  | 16/15   | 111,731  | Apotome, semiton diatonique           |
| 6      | Db++ | 27/25   | 133,238  | Semiton de Zarlino                    |
| 7      | D--  | 800/729 | 160,897  | Seconde neutre large                  |
| 8      | D-   | 10/9    | 182,404  | Ton entier mineur                     |
| 9      | D    | 9/8     | 203,910  | Ton entier majeur, 9e h.              |
| 10     | D+   | 256/225 | 223,463  | Double apotome                        |
| 11     | D++  | 144/125 | 244,969  | Semiquarte faible                     |
| 12     | Eb-  | 75/64   | 274,582  | Tierce mineure faible                 |
| 13     | Eb   | 32/27   | 294,135  | Tierce mineure de limite 3            |
| 14     | Eb+  | 6/5     | 315,641  | Tierce mineure de limite 5            |
| 15     | Eb++ | 243/200 | 337,148  | Double Zalzal (54/49)^2               |
| 16     | E-   | 100/81  | 364,807  | Double ton mineur                     |
| 17     | E    | 5/4     | 386,314  | Tierce majeure, h. 5                  |
| 18     | E+   | 81/64   | 407,820  | Tierce majeure de limite 3            |
| 19     | E++  | 32/25   | 427,373  | Tierce supermajeure, Daghboc          |
| 20     | F--  | 125/96  | 456,986  | Tierce hypermajeure                   |
| 21     | F-   | 320/243 | 476,539  | Quarte slendroïque biseptime          |
| 22     | F    | 4/3     | 498,045  | Quarte naturelle de limite 3          |
| 23     | F+   | 27/20   | 519,551  | Quarte + pramana shruti               |
| 24     | F++  | 512/375 | 539,104  | Quarte + dièsis, Zinith               |
| 25     | F#-  | 25/18   | 568,717  | Double sixte majeure                  |
| 26     | F#   | 45/32   | 590,224  | Triton diatonique, 11e shruti         |
| 27     | F#+  | 64/45   | 609,776  | Triton haut, 12th shruti              |
| 28     | F#++ | 36/25   | 631,283  | Double tierce mineure                 |
| 29     | G--  | 375/256 | 660,896  | Narayana, Zinith inversée             |
| 30     | G-   | 40/27   | 680,449  | Quinte moins un comma                 |
| 31     | G    | 3/2     | 701,955  | Quinte naturelle, h.3                 |
| 32     | G+   | 243/160 | 723,461  | Quinte plus un comma                  |
| 33     | G++  | 192/125 | 743,014  | Triple semiquarte faible              |
| 34     | Ab-  | 25/16   | 772,627  | Sixte mineure faible, double 5/4      |
| 35     | Ab   | 128/81  | 792,180  | Sixte mineure de limite 3             |
| 36     | Ab+  | 8/5     | 813,686  | Sixte mineure de limite 5             |
| 37     | Ab++ | 81/50   | 835,193  | Double Zalzal                         |
| 38     | A-   | 400/243 | 862,852  | Double Daghboc                        |
| 39     | A    | 5/3     | 884,359  | Sixte majeure de limite 5, 16e shruti |
| 40     | A+   | 27/16   | 905,865  | Sixte majeure de limite 3             |
| 41     | A++  | 128/75  | 925,418  | Sixte supermajeure                    |
| 42     | Bb-- | 125/72  | 955,031  | Semiquarte inversée                   |
| 43     | Bb-  | 225/128 | 976,537  | Septième mineure faible               |
| 44     | Bb   | 16/9    | 996,090  | Septième mineure de limite 3          |
| 45     | Bb+  | 9/5     | 1017,596 | Septième mineure de limite 5          |
| 46     | Bb++ | 729/400 | 1039,103 | Septième neutre faible                |
| 47     | B-   | 50/27   | 1066,762 | Semiton de Zarlino inversé            |
| 48     | B    | 15/8    | 1088,269 | Septième majeure naturelle, h. 15     |
| 49     | B+   | 256/135 | 1107,821 | Septième majeure haute, 21e shruti    |
| 50     | B++  | 48/25   | 1129,328 | Lagu de limite 5 inversé              |
| 51     | C--  | 125/64  | 1158,941 | Triple tierce majeure                 |
| 52     | C-   | 160/81  | 1178,494 | Octave moins un comma                 |
| 53     | C    | 2/1     | 1200,000 | Octave                                |

## Les instruments
Plusieurs instruments seront réalisés à l'initiative d'Alain Daniélou. Le système qu'il a élaboré appartient à la famille des échelles d’intonation juste, dites aussi « naturelles ». Cela signifie que les intervalles sur lesquels il s’appuie s’expriment sous forme de ratios constitués de nombres entiers au numérateur comme au dénominateur, établissant de fait des relations harmoniques entre toutes les notes du système global, en l’occurrence 53 par octave.
Cette échelle a pour particularité de mettre en valeur les harmoniques 2, 3, 5 et leurs combinaisons, les intervalle issus de ces trois facteurs ayant le pouvoir, selon Alain Daniélou, de provoquer chez l’homme des sentiments, des réactions émotionnelles bien précises et apparemment universelles.
Ces deux spécificités, c’est-à-dire le fait de rassembler des intervalles en intonation juste de limite harmonique 5, et qu’ils véhiculent un contenu expressif, se retrouvent dans la théorie musicale des hindous et de ses 22 shrutis.

### Daniélou - Martenot

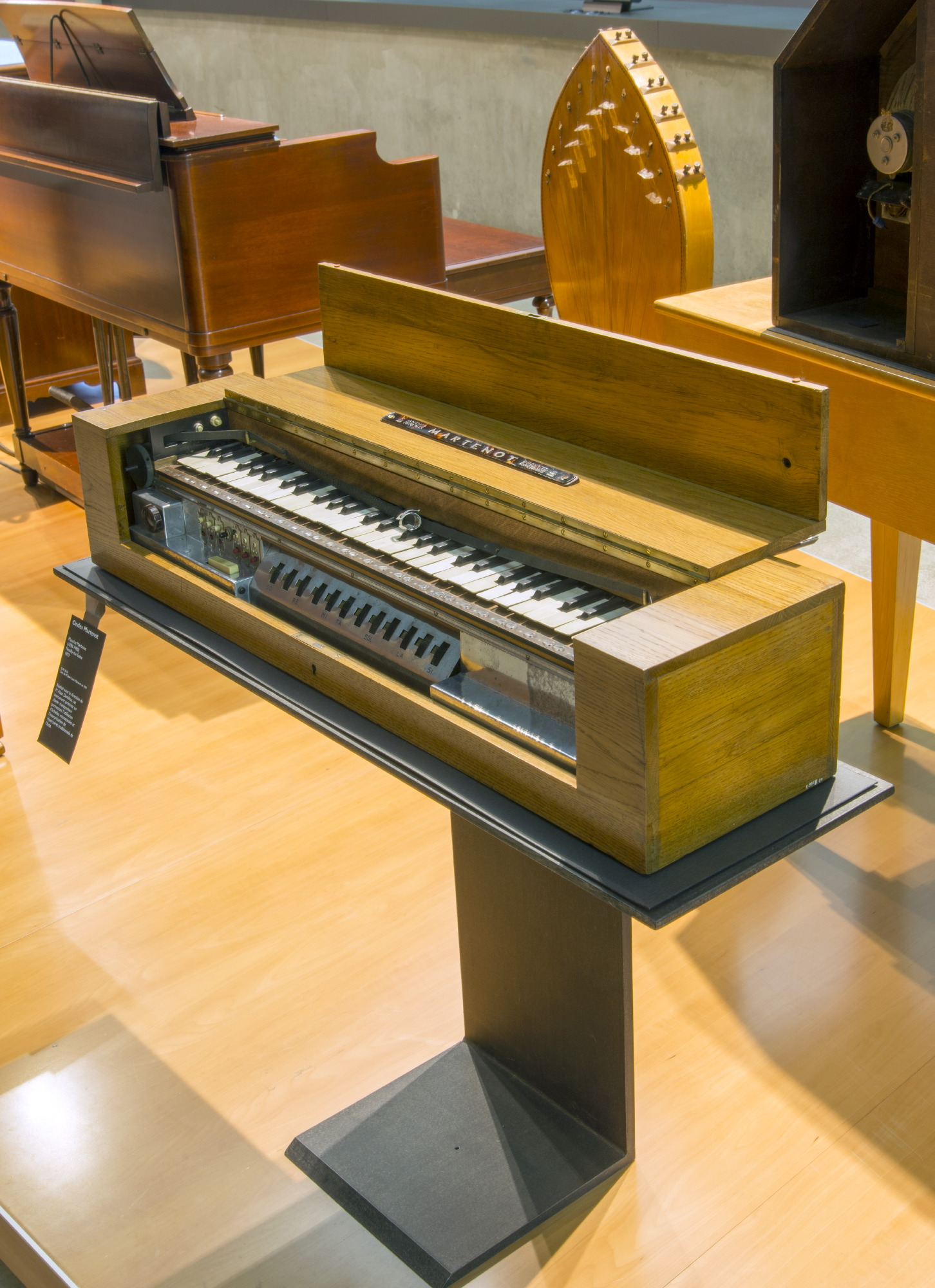
Clavier Martenot Daniélou

En 1936, Alain Daniélou se lie à Maurice Martenot, le célèbre inventeur des ondes du même nom, avec qui il réalise un premier instrument à clavier accordable indiquant la fréquence des intervalles
. Un brevet sera déposé l'an suivant. Cet instrument est exposé au Musée de la Musique de la Philharmonie de Paris.

### Shruti Venu

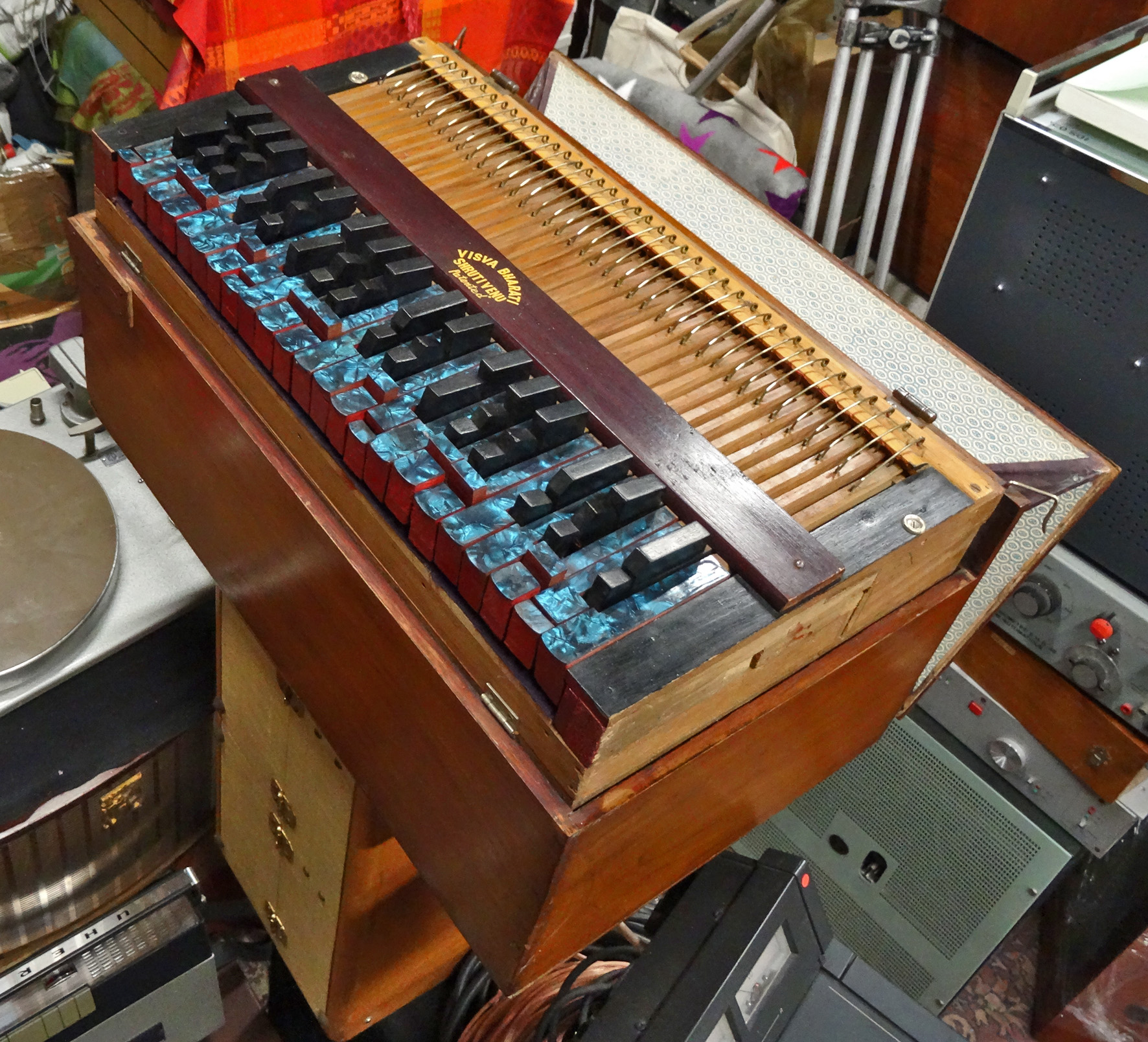
Shruti Venu

Quelques années plus tard, au cours de ses voyages en Inde, en 1942 à Bénarès, il invente un instrument artisanal pour lequel il utilise une grande quantité de rayons de roues de vélo. Puis il fait fabriquer une série de petits harmoniums à soufflets appelés Shruti Venu dont un exemplaire réalisé à l'université de Visva-Bharati a survécu pour être restauré en 2016 par Klaus Blasquiz.

### Le S52

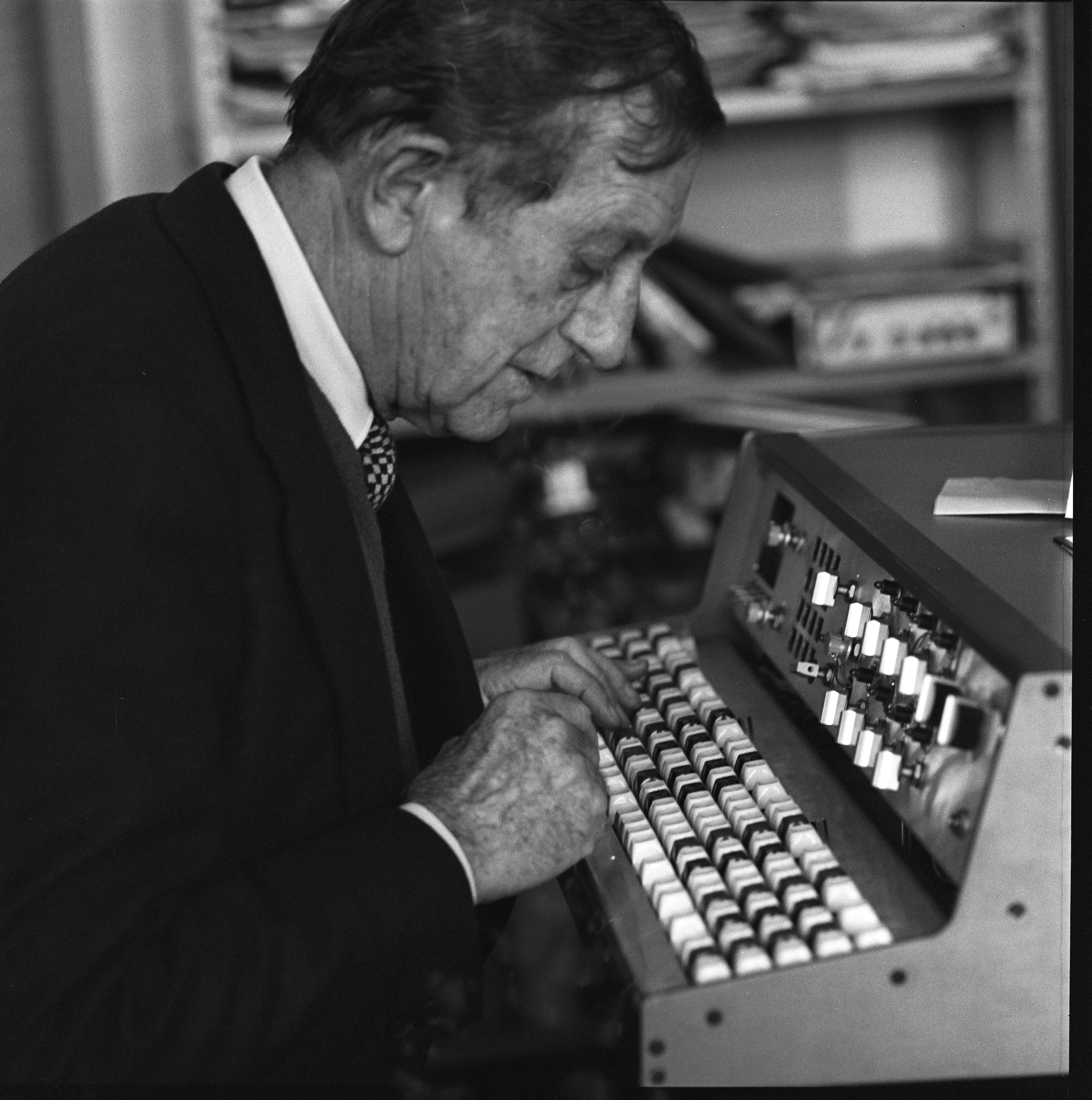
Alain Daniélou et le S52

En 1967, Alain Daniélou conçoit un nouvel instrument électronique, le S52. Pour sa réalisation, il sollicite Stefan Kudelski, de Lausanne, inventeur et fabricant du Nagra, le fameux magnétophone portatif haut de gamme.
Ce dernier confie cette tâche à son fils André, jeune ingénieur électronicien et à Claude Cellier, lui-même électronicien et musicien. L’instrument, exactement basé sur le système exposé dans la «  Sémantique musicale » et techniquement très élaboré, présente quelques défauts, mais permet à Alain Daniélou d’avancer dans sa théorie, inspirée du modèle indien, et d’en vérifier les applications psychoacoustiques.
Le prototype sera présenté en 1980 à Paris, entre autres au Conseil international de la musique de l’Unesco, mais aussi à l’Ircam, puis à Bordeaux, Berlin, Rome, etc.
Baptisé l’orgue de Shiva par le journaliste Jean Chalon, cet instrument suscite un grand intérêt aussi bien dans les milieux musicaux concernés par les micro-intervalles, que dans ceux de la musicothérapie ou des musiques extra-européennes. Sylvano Bussotti, qui jusque-là n’avait jamais inclus d’instruments électroniques à ses compositions, s’intéresse vivement au projet et écrit une œuvre qui sera jouée par le pianiste Mauro Castellano sous la direction du chef d’orchestre Marcello Panni dans une œuvre appelée « LaVergine ispirata ».

### Le Semantic Daniélou-36

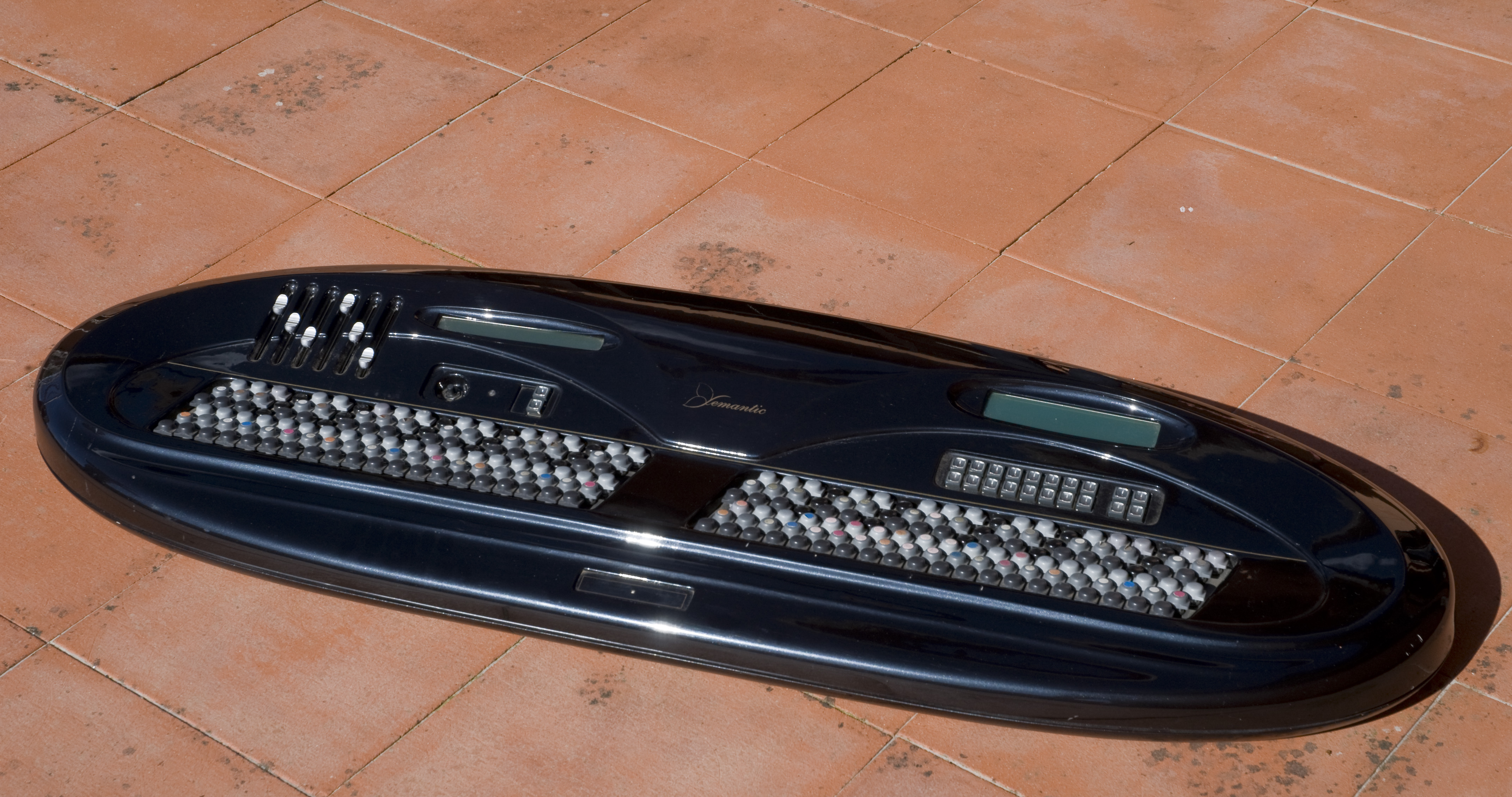
Semantic Daniélou-36

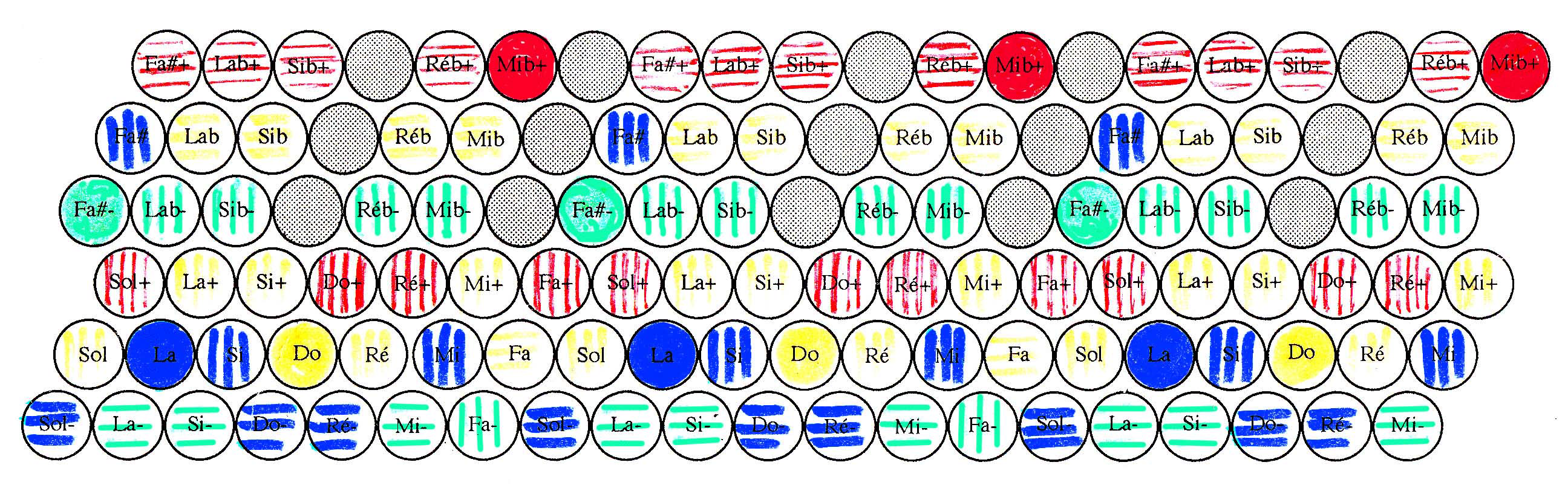
La disposition des notes du Semantic Danielou-36, par Alain Daniélou.

Il faut attendre 1993 pour que prenne forme l’idée d’un instrument de technologie entièrement numérique : le Semantic, baptisé ainsi par le compositeur Sylvano Bussotti en référence à l'ouvrage La Sémantique Musicale.
À la demande d'Alain Daniélou, l'instrument sera réalisé par Michel Geiss, électronicien, musicien, spécialiste de la lutherie électronique et à l'époque collaborateur de Jean-Michel Jarre.
Le Semantic, rebaptisé Semantic Danielou-36 à la sortie du Semantic Danielou-53 pour éviter toute confusion, comporte comme son nom l’indique 36 intervalles : ceux qu'Alain Daniélou considère comme essentiels parmi les 53 de son échelle.
Plutôt que d’utiliser les contrôleurs MIDI les plus répandus, en l'occurrence des claviers de type piano, Michel Geiss suggère d’exploiter des claviers à boutons de type accordéon. D'une part, ils offrent un grand nombre de touches dans un espace réduit et se prêtent ainsi plus aisément à la mise en oeuvre d’une échelle à 36 notes par octave. D'autre part, la disposition des notes d'un clavier de type piano aurait inévitablement évoqué l’échelle tempérée.
Cette option validée par Alain Daniélou, Michel Geiss prend la conduite du projet. Il confie à Christian Braut, spécialiste de l’informatique musicale et auteur de l'ouvrage Le livre d'or de la norme MIDI,,, qui deviendra une référence au point d'être traduit en anglais, néerlandais et allemand, la programmation des sons et des échelles. Participent également au projet Jean-Claude Dubois, qui développe le système d'exploitation, et Philippe Monsire, qui signe le design très futuriste de l’instrument. Le Semantic sera achevé quelques années plus tard, mais Alain Daniélou meurt le 27 janvier 1994 sans en avoir vu l’aboutissement.
L'instrument accueille deux claviers à boutons issus du MIDY 20 Cavagnolo (clavier de commande MIDI pour accordéonistes). Chacun d'eux comporte 120 touches, ce qui permet de couvrir un peu plus de six octaves là où clavier classique à 76 touches n'en couvrirait qu'un peu plus de deux. Ces claviers sont connectés à un générateur électronique de sons. Plus précisément la version expandeur, c’est-à-dire sans clavier, du lecteur d’échantillons Kurzweil K2000 : le K2000R, reprogrammé en intonation juste par Christian Braut conformément à l’échelle d'Alain Daniélou.
En 2006, Igor Wakhévitch compose un album entièrement réalisé au Semantic Daniélou-36 : Ahata – Anahata » (l’audible et l’inaudible).
En 2007, dans le cadre de la tournée européenne « Semantic Works », des concerts utilisant cet instrument sont donnés à l’Abbaye du Thoronet,, au Teatro Palladium de Rome, au Teatro Fondamente Nuove de Venise, et à la Maison des Cultures du Monde de Paris par l’Ensemble de Musique Microtonale du Thoronet de Jacques Dudon.
En 2013, Michel Geiss réalise une version améliorée, conservant l'aspect extérieur de l'instrument d'origine. Elle bénéficie des évolutions récentes de l’informatique musicale et intègre un ordinateur pour la production des sons. Cette mise à jour technologique donne accès à des sonorités riches, variées et expressives, tout en permettant une grande précision d'accord (un millième de cent). Cette nouvelle version ajoute aussi à la précédente une réglette de variation fine des hauteurs (ribbon controller).
En 2025, la fondation Alain Daniélou fait don de l'instrument au Swiss Museum and Centre for Electronic Music Instruments.

### Le Semantic Daniélou-53
Conçu par Christian Braut, Jacques Dudon et Arnaud Sicard (UVI/Univers Sons), à la demande de FIND (Fondation Inde-Europe de Nouveaux Dialogues), le Semantic Daniélou-53 est le premier des « instruments Semantic » à intégrer l'échelle « Daniélou » complète. En effet, il comporte comme son nom l'indique 53 intervalles et propose 72 échelles (ou « tunings »).
Sorti en 2013, adossé à la technologie UVI Workstation, il se présente sous forme d'un instrument virtuel disponible en libre téléchargement, pour MacOSX et Windows.
Le Semantic Daniélou-53 peut être piloté à l'écran au moyen d’un clavier « hexagonal » constitué de 74 touches de couleurs (sept colonnes de neuf touches, une colonne de dix touches — la quatrième —, une touche sur la gauche) ou en MIDI.